# Ірина Сандалова
Ірина Сандалова (нар. 17 лютого 1992) — казахстанська футболістка, воротар українського клубу «Восход» (Стара Маячка).

## Клубна кар'єра
Футболом захопилася ще в дитинстві, граючи в м'яча з хлопцями на подвір'ї.
Дорослу футбольну кар'єру розпочала в Казахстані. Виступала в клубі «Кокше», який згодом реорганізували в «Окжетепес».
Під час зимової перерви сезону 2018/19 років приєдналася до «Восхода». У футболці клубу зі Старої Маячки дебютувала 14 квітня 2019 року в переможному (3:0) домашньому поєдинку 12-о туру Вищої ліги проти «Ладомира». Сандалова вийшла на поле в стартовому складі та відіграла увесь матч «на нуль».

## Кар'єра в збірній
У футболці дівочочої збірної Казахстану WU-17 зіграла 1 поєдинок. У молодіжній збірній Казахстану дебютувала 25 вересня 2008 року в програному (0:8) поєдинку проти Данії. З 2008 по 2010 рік у футболці казахської «молодіжки» зіграла 8 матчів.
У футболці національної збірної Казахстану дебютувала 28 листопада 2017 року в програному (0:5) поєдинку кваліфікації чемпіонату світу проти Англії. Ірина вийшла на поле на 46-й хвилині, замінивши Оксану Желєзняк.

## Досягнення
«Восход» (Стара Маячка)
- Вища ліга України
  -  Бронзовий призер (1): 2018/19[5].

- Кубок України
  -  Фіналіст (1): 2018/19[6]